# Igaliku
Igaliku [iˈɣaliku] (nach alter Rechtschreibung Igaliko; in der Wikingerzeit: Garðar) ist eine grönländische Siedlung im Distrikt Narsaq in der Kommune Kujalleq.

## Lage
Igaliku liegt am Ende des Fjordes Igalikup Kangerlua an der Stelle, an der die Halbinsel herausragt, an deren Ende sich Qaqortoq, der Hauptort der Kommune Kujalleq, befindet. An einem etwa 11 km südlich gelegenen Nebenarm der Fjords liegen die Schäfersiedlungen Iterlak und Igaliku Kujalleq. Die nächsten größeren Orte sind Qassiarsuk und Narsarsuaq 19 km nördlich am Tunulliarfik.

## Geschichte

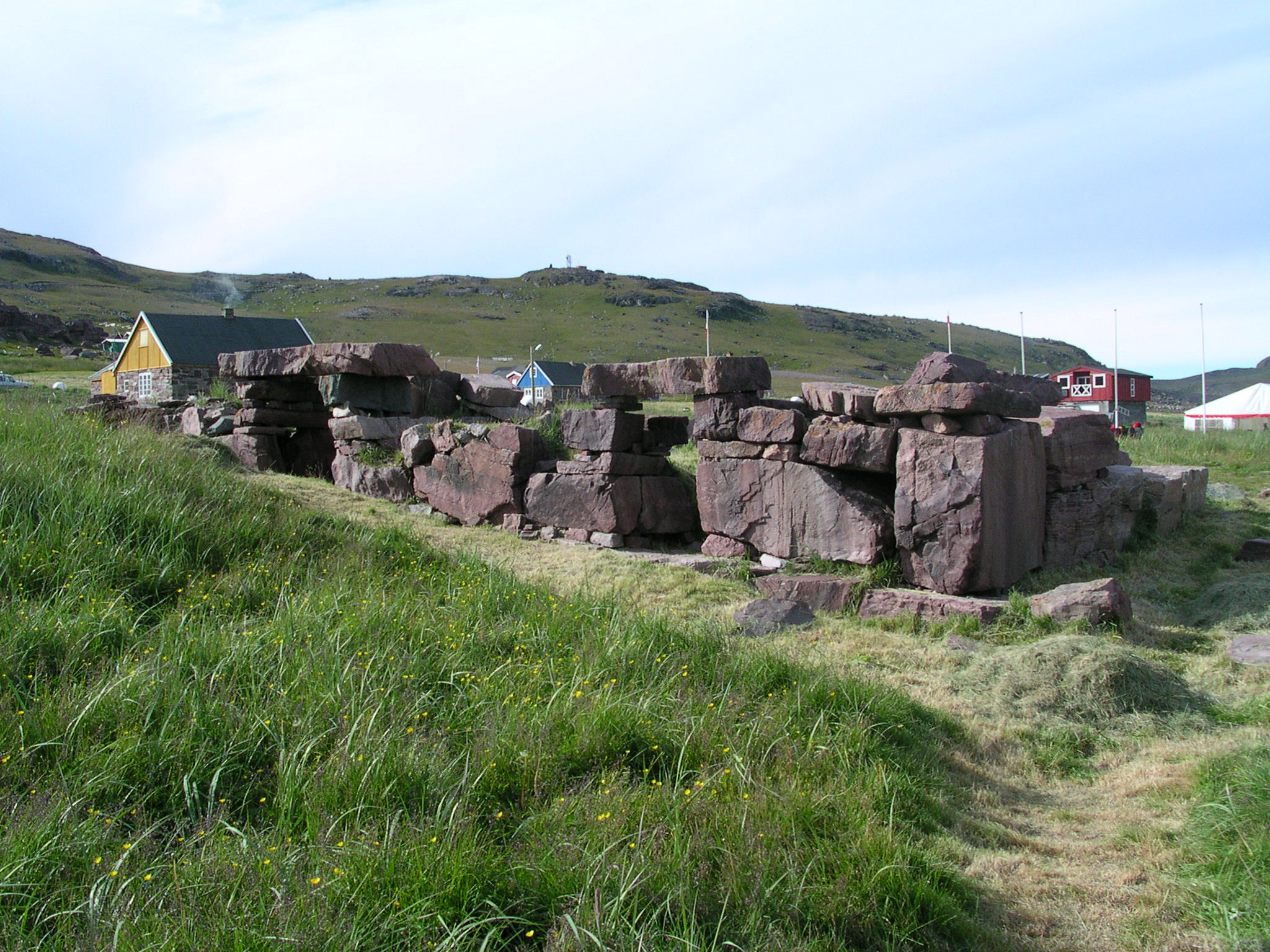
Ruinen von Garðar (2008)

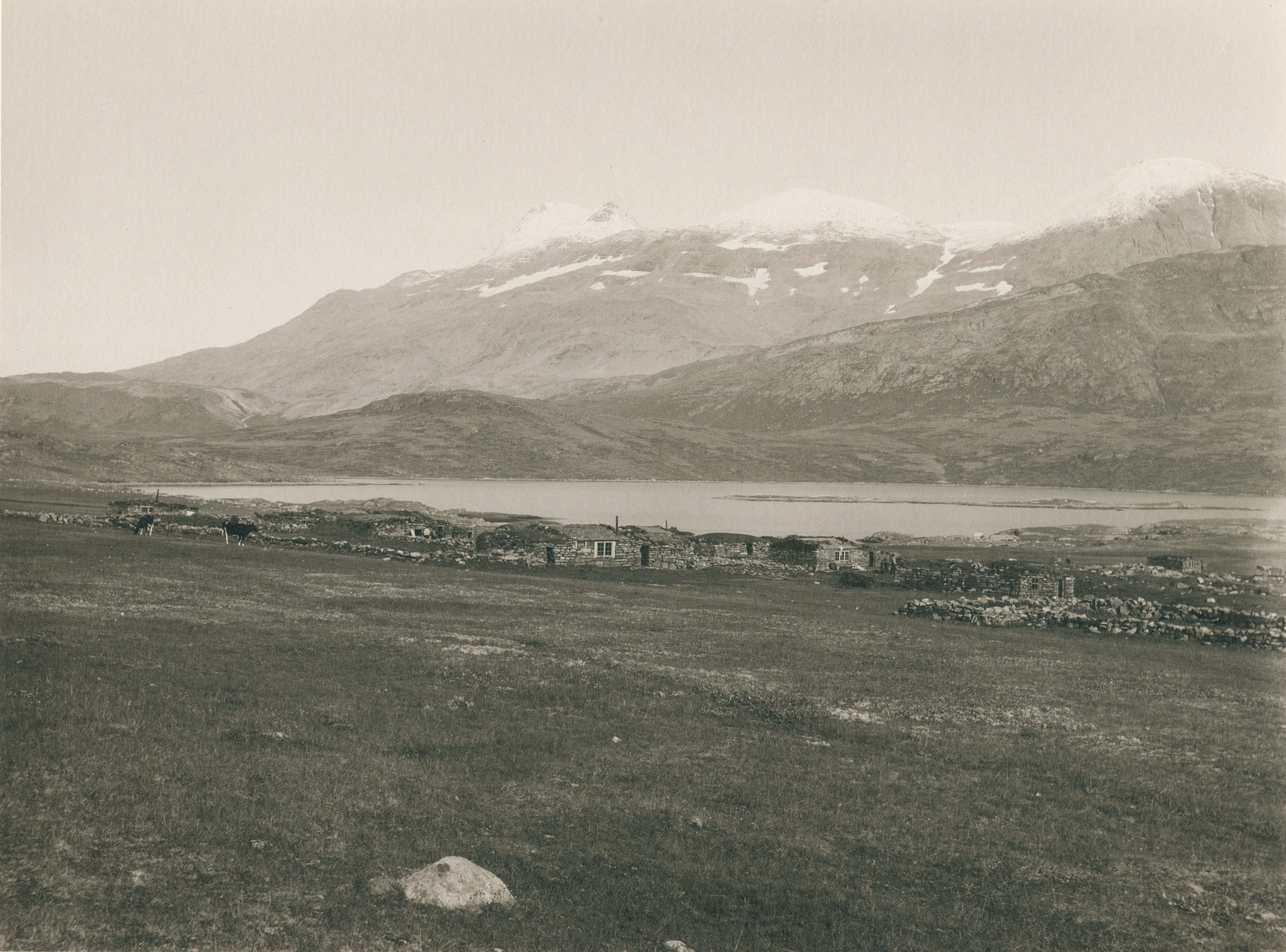
Igaliku (um 1900)

An der Stelle von Igaliku lag im Mittelalter der Ort Garðar, an dem die Grænlendingar mit der Kathedrale von Garðar ihren Bischofssitz hatten. Die Domkirche war für das damalige Grönland ungewöhnlich groß und gut ausgebaut: Sie war 27 Meter lang und bis zu 16 Meter breit und vermutlich sogar mit Glasfenstern ausgestattet. Von ihr ist jedoch wenig erhalten; die besterhaltenen Ruinen sind die des Bischofshauses und seines Stalles.
Igaliku wurde 1782 von Anders Olsen gegründet. Zuvor war sein Hof in Upernaviarsuk abgebrannt. Anders Olsen starb 1786 und der Hof wurde von seinem Sohn Johannes Andersen übernommen. Er war der Vater von Povl Egede (* 1799), der den Nachnamen Egede annahm. 1850 lebten 19 Personen in Igaliku, die vor allem von Fischerei und Robbenjagd lebten, während sie nebenbei weiterhin Kühe und Schafe hielten. Sein Nachfolger als „König von Igaliku“ wurde sein Sohn Søren Egede (* 1833).
Ab 1911 war Igaliku als Wohnplatz ein Teil der Gemeinde Narsaq.
Im Jahr 1919 wurden 67 Bewohner gezählt. Es gab eine rund 27 m² große Schulkapelle in Igaliku. Neben zwölf Wohnhäusern gab es sechs Kuhställe, zwei Schafsställe und neun Heulager. Unter den Bewohnern waren elf Jäger und ein Fischer, eine Hebamme und ein Katechet. Weil die Bewohner damals nicht von der Rinderzucht leben konnten, gingen sie auch der Jagd nach, wobei überliefert ist, dass sie sehr schlechte Kajakfahrer waren. Dennoch fingen sie Robben, Füchse und Eisbären.
1928 wurde eine Kirche errichtet. 1933 wurde Igaliku zum Udsted erhoben und eine Wohnung für den Udstedsverwalter, ein Laden mit Lager, ein Pulverhaus und ein Kohlenhaus errichtet. Später erhielt der Ort auch ein Fischhaus, das jedoch kaum genutzt wurde, da die Fischerei keine entscheidende Rolle in Igaliku spielte. 1934 wurde in Grønlands Landsråd gefordert, dass Igaliku eine eigene Gemeinde würde. Hintergrund war, dass die Schafzüchter das Gebiet um ihren Ort selbst verwalten könnten und dieses nicht von Narsaq aus verwaltet worden wäre. 1937 wurde Igaliku schließlich zur selbstständigen Gemeinde ernannt. 1940 wurde die Schule von 1920 ausgebaut. Der Versuch von 1945, das Gemeindegebiet wegen guter Weideflächen auszuweiten, wurde 1946 abgelehnt. Zwischen 1918 und 1950 lebten 67 bis 146 Personen in Igaliku.
Ab 1950 gehörte Igaliku zur neuen Gemeinde Narsaq. 1955 wurden ein Versammlungsgebäude und eine Werkstatt errichtet, 1957 eine Hebammenwohnung und eine Telestation und 1961 ein Schulheim. 1960 lebten nur noch 117 und 1970 noch 83 Menschen in Igaliku. Die 22 Schäfer in Igaliku besaßen 1966 zusammen rund 7.300 Schafe.
Am 6. August 2004 besuchte der damalige US-Außenminister Colin Powell den Ort und unterzeichnete mit den Außenministern Grönlands und Dänemarks, Josef Motzfeldt und Per Stig Møller, an den Ruinen einen Vertrag zum Ausbau der Thule Air Base im Rahmen der National Missile Defense.
Seit der Verwaltungsreform 2009 gehört Igaliku zur Kommune Kujalleq.
Seit 2017 ist Igaliku Teil des UNESCO-Welterbes Kujataa.

## Wirtschaft
Igaliku lebt hauptsächlich von der Schafzucht. Auf fünf Höfen werden insgesamt 2100 Schafe gehalten, 30 Tonnen Schafe aus Igaliku werden jährlich in Narsaq geschlachtet. Der Ort gehört aufgrund seiner Größe zu den südgrönländischen Schäfersiedlungen mit Dorfstatus. Aufgrund der mittelalterlichen Ruinen und der vorhandenen Wanderwege ist Igaliku ein beliebtes Tourismusziel, was das zweite wirtschaftliche Standbein des Orts ist.

## Infrastruktur und Versorgung
Seit 2016 ist das Energieversorgungsunternehmen Nukissiorfiit bemüht, den Ort über Solar- und Windenergie mit Strom zu versorgen. Ein Wasserwerk versorgt Igaliku mit Trinkwasser. Müll wird im Norden des Ortes deponiert.
Die Wege in Igaliku sind gekiest. Der Hafen verfügt über eine 1976 errichtete, sechs Meter lange Mole und einen Pontonsteg.

## Bebauung

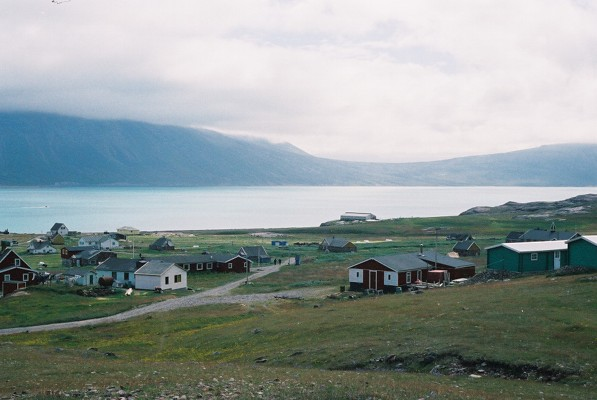
Igaliku (2003)

Die Schule in Igaliku besuchten 2016 drei Schüler. Im Ort gibt es zudem ein Versammlungsgebäude, eine Kirche und einen Fußballplatz.
Es ist auffällig, dass die Gebäude in Igaliku als einzige Grönlands aus rotem Sandstein errichtet sind und auch sonst bauliche Besonderheiten aufweisen (vgl. Liste der Baudenkmäler in Grönland #20. Jahrhundert).

## Sport
Aus Igaliku stammt der 1947 gegründete Fußballverein Nauja-47, der 1963/64 an der Grönländischen Fußballmeisterschaft teilnahm.

## Söhne und Töchter
- Jakob II Egede (1901–1988), Dichter, Komponist und Musiker
- Egede Motzfeldt (1907–?), Landesrat
- Josef Motzfeldt (* 1941), Politiker (Inuit Ataqatigiit) und Lehrer

## Bevölkerungsentwicklung
Die Bevölkerungszahl von Igaliku lag Mitte des 20. Jahrhunderts noch bei etwa 150 Personen, ist seitdem aber stark abgefallen. Seit etwa 2006 liegt die Einwohnerzahl nahezu konstant bei rund 20 bis 30 Bewohnern.